# Neoespiritualismo turco
O neoespiritualismo turco (em turco: neo-spiritüalizm ou neo-ispiritüalizma) foi um movimento intelectual que combinava as filosofias e práticas do moderno espiritualismo ocidental, notadamente do espiritismo, com características socioculturais próprias do início da Turquia Moderna, tais como conceitos do sufismo, e moldado de acordo com o contexto político local do secularismo kemalista. Seu principal fundamentador foi o médico Bedri Ruhselman, o qual reunia um círculo de estudiosos que realizavam sessões espíritas e cujas obras trouxeram-lhe reconhecimento como autoridade do assunto.
Os neoespiritualistas turcos eram críticos da religião, dizendo que "a era da religião terminou e agora a era da ciência tem seu início". Eles afirmavam que sua doutrina oferecia a alternativa científica para a espiritualidade, enfatizavam a experimentação científica da mediunidade e alegavam que seus conhecimentos eram inovadores em relação ao espiritismo do século XIX. Em meio ao controle e banimento de instituições religiosas não registradas na Diretoria de Assuntos Religiosos durante as reformas de Atatürk, o movimento teve permissão estatal para se institucionalizar e ganhou repercussão em debates intelectuais na imprensa das décadas de 40 e 50, contrapondo-se a discursos cientificistas materialistas sobre a alma. Teve seu declínio após a abertura religiosa com um novo governo. Após a morte de Ruhselman, o movimento sofreu rupturas.

## História
Os neoespiritualistas turcos tinha tendência de utilizar o prefixo "neo" para se distinguirem dos movimentos espiritualistas modernos do Ocidente, incluindo o espiritismo francês, aos quais eles afirmavam enriquecer com seus acréscimos.
As obras principais da doutrina neoespiritualista turca eram os cinco livros publicados por Ruhselman: Ruh ve Kainat ("O Espírito e o Universo", 1946), Ruhlar Arasında ("Entre os Espíritos", Allah (1951), Medyomluğun İlmi İzahı ("Explicação Científica da Mediunidade", 1951) e Mukadderat ve İcabat ("Destino e Consentimento", 1953). Ele propunha um diálogo potencial entre ciência e metafísica, ganhando nisso apoio de alguns cientistas e psiquiatras. Ruhselman afirmou que sua primeira séance em que ele teria recebido informações sistemáticas foi feita em 1936, com o advogado e musicólogo Hüseyin Sadeddin Arel atuando de médium.
As abordagens desses neoespiritualistas questionavam outras novas tendências que competiam na formação do campo científico e psicológico da modernidade turca. Assim, confrontavam a psiquiatria biológica, um dos maiores instrumentos utilizados nas políticas higienistas da república secular. O início da psiquiatria turca nesse período impactou sobre o conceito de "alma" ou "psique", ressignificando-o não segundo a definição religiosa islâmica, mas como um fenômeno do cérebro que poderia ser estudado ou curado apenas pela ciência médica. Os neoespiritualistas importaram conceitos e argumentos ocidentais alternativos sobre a alma, tanto alegadamente científicos quanto espirituais, em diálogo com discursos nativos, como aqueles derivados do sufismo. Ruhselman e seus discípulos se utilizaram de uma compilação principalmente a partir de obras do espiritismo, de autores como Allan Kardec, Léon Denis e Camille Flammarion.
 

Muito da doutrina é baseado na estrutura do espiritismo elaborada por Kardec, sendo adotados conceitos como de progressão espiritual através da reencarnação, perispírito, e uma condução séria da mediunidade, em que não se invocam personalidades famosas por curiosidade e há controle de charlatanismo. Porém, ela se contrapunha em relação a alguns pontos da doutrina espírita kardequiana e afirmava ir além dela, pois dizia que suas comunicações espirituais do século XX traziam conteúdos novos em relação àqueles do século XIX, justificando, portanto, o prefixo "neo". Ruhselman afirmava que o neoespiritualismo não era nem uma religião, nem uma doutrina filosófica, mas que obtinha conhecimentos espirituais por meio de métodos experimentais. Outros seguidores dentro desse movimento também o definiam explicitamente como um desenvolvimento à parte, por exemplo Sevil Akay, um dos cofundadores junto com Ruhselman:
"Na Inglaterra, eles estudam isso de uma perspectiva religiosa. De certa forma, eles estão tentando provar o dogma cristão como uma igreja espiritualista. […] Na América Latina, eles nunca conseguiram olhar além do espiritualismo experimental e aplicado para desenvolver um aspecto filosófico. Por essa razão, eles falham em fornecer um novo modo de vida e visão de mundo para a humanidade. […] A Turquia é muito diferente. Na Turquia, tivemos o Dr. Bedri Ruhselman que estudou o espiritualismo experimental e o filosofou sem estar sob a influência de nenhum dogma"
Os neoespiritualistas turcos se propunham como um movimento de vanguarda intelectual, como oportunidade de a ciência turca dar uma contribuição ativa ao mundo; e também criticavam o "dogmatismo científico", dizendo que a ciência deveria ser atualizada com o conhecimento espiritual. Foi com Ruhselman que o moderno espiritualismo, que até então era uma voga criticada durante o Império Otomano, tornou-se uma doutrina organizada e um discurso ativo que impactou as conceituações sobre a alma inter-relacionadas com a patologia na Turquia pós-Segunda Guerra.
Ruhselman se utilizava de perspectivas científicas e positivistas, combinadas com uma abordagem espiritual interna, que permitiria transcender à realidade material, sob inspiração do chamado "caminho do coração" (kalp yolu) sufista. Ruhselman não era praticante ou afiliado a nenhuma comunidade do sufismo, mas os discursos dessas duas tradições espiritualistas convergiam: conceitos em comum sobre a progressão da alma e a comunicação entre o mundo corpóreo e o mundo espiritual são encontrados na tradição sufi. Um dos alegados espíritos que forneceu comunicações teria sido inclusive o místico poeta Rumi. Porém, os neoespiritualistas turcos criticavam o aspecto não científico do misticismo e sufismo, e o afastamento da matéria que as doutrinas religiosas propunham. Ruhselman dizia que conceitos espirituais antigos, como os de Ibn Arabi, eram válidos, mas que deveriam ser atualizados; e que interpretações antigas de livros sagrados como a Bíblia e o Alcorão distorciam seus verdadeiros significados simbólicos.
Era um movimento minoritário, mas teve uma instituição oficialmente reconhecida: Metapsişik Tetkik ve İlmi Araştırmalar Derneği (Associação de Estudos Metafísicos e Pesquisa Científica), fundada por Ruhselman em 1950. O Estado o autorizava, pois o via como uma mistura moderna de espiritualismo internacional que não oferecia ameaça ao projeto de ultrassecularização, enquanto na época outras instituições religiosas eram desmanteladas. O neoespiritualismo turco ganhou popularidade em círculos médicos e psiquiátricos (incluindo entre seguidores alguns discípulos de Mazhar Osman, como Ayhan Songar), mas não foi atraente a círculos políticos, sendo percebido como possuindo um discurso apolítico. O movimento pode também ter contado com muitos seguidores do público geral para além dos membros oficiais, pois tornou-se uma alternativa mais segura do que os ensinos sufis, cujo acesso em grande medida se tornou proibido. Entre 1940 e 1960, os neoespiritualistas turcos escreveram uma grande quantidade de material, em livros e jornais, despertando debates entre a intelectualidade turca.
Em outubro de 1946, uma das séances do grupo que se tornou uma história de grande repercussão na imprensa: o poeta Enis Behiç Koryürek teria tido nela o primeiro encontro com o espírito do xeique sufi Çedikçi Süleyman Çelebi, em uma visão que lhe teria causado um desmaio. Poucos anos depois, ele publicou a obra Varidat-ı Süleyman ("Lembranças de Süleyman"), que ele alegava não ter escrito por si mesmo, mas recebido mediunicamente, atribuindo autoria ao espírito do xeique.
O romancista Peyami Safa também realizava séances nessa mesma época, com um grupo de amigos que incluía Macit Gökberk e Samet Ağaoğlu. Em 1949, Safa escreveu Matmazel Noraliya’nin Koltuğu ("A Poltrona de Mademoiselle Noraliya"), em que o protagonista consegue paz de seu sofrimento psicológico apenas ao contatar o espírito da Senhorita Norlaiya. Safa tornou-se um dos maiores divulgadores do moderno espiritualismo em jornais turcos e incluía comentários sobre Ruhselman e seus estudos. Ele fazia parte de um círculo político kemalista que defendia uma interpretação bergsoniana da realidade, e não era o único membro desse círculo que se interessava pelo moderno espiritualismo: Mustafa Şekip Tunç também escreveu sobre o assunto.
A questão do moderno espiritualismo em meio à modernização turca recebe comentário na obra de Ahmet Hamdi Tanpınar Saatleri Ayarlama Enstitüsü (O Instituto de Regulação do Tempo).
Apesar de Ruhselman ser um centralizador, os neoespiritualistas turcos podiam ser divididos em diferentes subgrupos, conforme os interesses e conteúdos publicados por seus jornais; havia, por exemplo, um grupo sufi que punha menos ênfase na ciência e que considerava o espiritualismo como complementar ao sufismo. Após a morte de Ruhselman, as divisões existentes se tornaram mais aparentes com cismas, a maior delas ocorrendo com a expulsão de Refet Kayserilioğlu e seus amigos do MTIAD, em 1962. Kayserilioğlu fundou o movimento Dünya Sevgi Birliği ("Associação Mundial do Amor") e um jornal próprio, em que enfatizavam a utilidade moral e religiosa do espiritualismo, mais do que científica.
A partir da década de 50, com a chegada ao poder do Partido Democrático de Adnan Menderes, houve uma abertura aos discursos religiosos banidos anteriormente, e o neoespiritualismo turco perdeu sua popularidade.